# Bukovany (Příbram)
Bukovany es una localidad del distrito de Příbram, en la región de Bohemia Central, República Checa. Tiene una población estimada, a principios del año 2021, de 88 habitantes.
Está ubicada al suroeste de la región y de Praga, cerca del río Litavka —un afluente derecho del río Berounka que, a su vez, es afluente izquierdo del Moldava— y de la frontera con las regiones de Pilsen y Bohemia Meridional